# Tro rätt tro fel
"Tro rätt tro fel" är en singel av rockgruppen Dia Psalma som släpptes i juni 1994, samt låg på bandets album Gryningstid som släpptes samma år. "Tro rätt tro fel" blev även till musikvideo. Texterna på singeln är skrivna av basisten Ztikkan och musiken är skriven av sångaren Ulke
Titelspåret handlar om politiskt förtryck, och B-sidan handlar om en person som tror att han levt under häxprocessen som pågick i Sverige under 1600-talet.
Singeln nådde som högst 18:e plats på den svenska singellistan. På Trackslistans "topp 100" bland melodierna under 1994 hamnade den på 31:a plats.

## Låtlista
1. "Tro rätt tro fel"
2. "I evighet"

## Listplaceringar
| Lista (1994) | Placering |
| ------------ | --------- |
| Sverige      | 18        |

### Fotnoter
1. ↑  ”Tro rätt tro fel”. Svensk mediedatabas. Juni 1994. https://smdb.kb.se/catalog/id/001506529. Läst 27 juli 2019.
2. ↑  ”Gryningstid”. Svensk mediedatabas. Februari 1994. https://smdb.kb.se/catalog/id/001504696. Läst 27 juli 2019.
3. ↑  ”Tracks hits 1994”. Sveriges Radio. 25 februari 1994. https://sverigesradio.se/p3/tracks/a94melodi.stm. Läst 15 augusti 2009.
4. ↑  ”Tro rätt tro fel”. Swedishcharts. Juni 1994. https://swedishcharts.com/showitem.asp?interpret=Dia+Psalma&titel=Tro+r%E4tt+tro+fel&cat=s. Läst 15 augusti 2009.